# قارچ پرشاخه‌نما
قارچ پرشاخه‌نما (نام علمی: Ramariopsis) نام یک سرده از تیره قارچ‌های مرجانی است.